# Wolfgang Grotthaus
Wolfgang Grotthaus (* 7. März 1947 in Groß Schwansee) ist ein deutscher Politiker (SPD).

## Leben und Beruf
Nach der Mittleren Reife im Jahr 1963 in Oberhausen absolvierte Grotthaus eine Ausbildung zum Chemielaboranten und besuchte anschließend von 1966 bis 1968 eine Technikerschule, die er mit dem Abschluss eines Chemietechnikers verließ. Seit 1974 war er bei der Firma Deutsche Babcock Anlagen AG tätig. In den Jahren 1980 bis 1998 saß er hier dem Betriebsrat vor.
Wolfgang Grotthaus ist verheiratet und hat zwei Söhne.

## Partei
Seit 1969 ist er Mitglied der SPD. Er ist stellvertretender Vorsitzender des SPD-Unterbezirks Oberhausen.

## Abgeordneter
Ab 1975 gehörte Grotthaus dem Rat der Stadt Oberhausen an.
In den Jahren 1998 bis 2009 war er Mitglied des Deutschen Bundestages. Seit November 2005 war er stellvertretender Sprecher der Arbeitsgruppe Arbeit und Soziales der SPD-Bundestagsfraktion. 
Wolfgang Grotthaus zog drei Mal als direkt gewählter Abgeordneter des Wahlkreises Oberhausen bzw. seit 2002 des Wahlkreises Oberhausen – Wesel III in den Bundestag ein. Bei der Bundestagswahl 2005 erreichte er noch 58,2 % der Erststimmen, obwohl es wenige Monate zuvor wegen nicht gemeldeter Nebentätigkeiten und einer in der Öffentlichkeit als unangemessen angesehenen Abfindungszahlung zu Irritationen zwischen Grotthaus und dem örtlichen SPD-Unterbezirk gekommen war.

## Öffentliche Ämter
In den Jahren 1994 bis 1998 war Grotthaus erster Bürgermeister der Stadt Oberhausen und ab 1997 Stellvertreter von Oberbürgermeister Burkhard Drescher.